# Río Novillero
Der Río Novillero ist ein linker Zufluss des Río Grande im Departamento Cochabamba in Bolivien.

## Flussverlauf
Der Rio Novillero hat seinen Ursprung als Río Linkhu Pampa, der am Südrand der Ebenheit „Linkhu Pampa“ entspringt, sechs Kilometer westlich der Ortschaft Santiago und zweieinhalb Kilometer südlich der Ortschaft Raqay Pampa. Der Río Linkhu Pampa fließt vierzehn Kilometer in südöstlicher Richtung, wendet sich dann bei der Ortschaft Chaquimayu für fünf Kilometer in östlicher Richtung und trägt hier die Bezeichnung Río Chaqui Mayu, jedoch auch bereits den Namen Río Novillero, den er auf den dann verbleibenden 43 Kilometern in südlicher Richtung bis zur Mündung in den Río Grande beibehält. Größte Ortschaft auf dieser Strecke ist Novillero bei Kilometer 23.
Der Río Novillero durchfließt auf den ersten neun Kilometern als Río Linkhu Pampa das Municipio Mizque, die Hänge sind steil und die Talaue weitgehend unbesiedelt. Der Fluss wechselt dann in das Municipio Aiquile und fließt achtzehn Kilometer lang durch den Cantón Aiquile und 36 Kilometer bis zu seiner Mündung durch den Cantón Quiroga. Die Besiedlung im Municipio Aiquile nimmt im Flussverlauf zu, und spätestens ab der Ortschaft Novillero wird das Tal landwirtschaftlich intensiv genutzt.